# Exodus - Dei e re
Exodus - Dei e re (Exodus: Gods and Kings) è un film del 2014 diretto da Ridley Scott su una sceneggiatura di Steven Zaillian.
Il film, dedicato a Tony Scott, è interpretato da Christian Bale, Joel Edgerton, Aaron Paul, Ben Kingsley, e Sigourney Weaver. È un adattamento dell'evento biblico dell'Esodo del popolo ebraico guidato da Mosè e riportato nel libro dell'Esodo della Bibbia.

## Trama
Mosè, scampato alla persecuzione voluta dal Faraone, viene salvato dalla sorella nubile di quest'ultimo ed educato nella corte egizia, dove si guadagna la fiducia del faraone Seti, fino a diventare generale dell'esercito. Seti si dimostra poco fiducioso nei riguardi del figlio Ramses, ai suoi occhi facile preda delle passioni umane e privo di polso e determinazione, doti fondamentali per un futuro regnante. Mentre è clemente e fiero nei riguardi di Mosè, che è all'altezza in ogni situazione. Il popolo d'Egitto stesso ha più stima nei riguardi di Mosè che di Ramses. Un giorno il popolo d'Egitto deve fronteggiare una guerra contro il popolo ittita a Cades. Seti, per sapere se la vittoria sarà loro, chiede alla sacerdotessa cosa dicano le sue premonizioni. La sacerdotessa prevede che nella battaglia un comandante verrà salvato e il suo salvatore un giorno comanderà a sua volta. Mosè ride sarcastico non credendo minimamente a tale cosa e suggerisce a Ramses di allontanare la sacerdotessa quando giungerà il momento di succedere al padre; Ramses accetta il suo suggerimento. Prima di partire per la battaglia Seti dona a Mosè e Ramses due spade, ma ad ognuno consegna la spada dell'altro per ricordare di essere fratelli e di proteggersi in ogni situazione. Sopraggiunta la battaglia Ramses per un errore strategico è sul punto di essere ucciso e solo l'aiuto tempestivo di Mosè venuto in suo soccorso riesce a salvarlo da morte certa. La profezia della sacerdotessa si è infine avverata. Ritornati in Egitto, Mosè viene acclamato con esultanza dal popolo d'Egitto che lo considera un eroe salvatore. Benché si cerchi di tenere l'evento nascosto Seti insiste con Mosè per sapere l'accaduto. Alla rivelazione che Mosè ha salvato Ramses rimane stupito, ringraziando il figlio adottivo. Mosè tuttavia non crede minimamente alla profezia in quanto lui non ha sangue reale ed è impossibile che possa succedere a Seti. Il faraone stesso ammette apertamente davanti a Mosè di essere dispiaciuto di non potergli cedere il trono, in quanto Mosè non ha legami di sangue con la famiglia reale, vedendo in lui la guida perfetta per guidare il regno d'Egitto. Seti tuttavia è convinto che la profezia si compirà.
Tutto cambia quando a Mosè viene annunciato da Nun, un saggio anziano della comunità ebraica, che una profezia ha predetto che un uomo sarebbe arrivato nella loro comunità tenuta in schiavitù e li avrebbe liberati. Egli svela a Mosè le vere origini sul suo passato, suscitando in lui paura. Mosè mostra scetticismo e incredulità riguardo a quanto dettogli, che possa essere minimamente vero. In realtà il racconto del saggio corrisponde a verità e Mosè, sotto pressione della Regina verso il faraone Ramses II (nel frattempo succeduto al padre), viene esiliato nel deserto di pietra. Riesce a sopravvivere all'attacco di due uomini mandati ad ucciderlo, alla morte del suo cavallo, alla fame e alla sete per un lungo periodo, finché raggiunge una tribù, nella quale trova accoglienza e moglie dalla quale ha un figlio, Gherson.
Contemporaneamente Ramses, succeduto a Seti, si mostra un faraone arrogante e spietato: ha raddoppiato il lavoro degli ebrei, i quali muoiono per lo sfinimento, venendo poi bruciati in grandi pire.
Dopo nove anni Mosè viene a sapere che il monte vicino alla tribù è ritenuto sacro e che lì si dice che vi dimori Dio, benché lui non ci creda. Tuttavia in un giorno di tempesta Mosè è costretto a inerpicarsi su tale monte per recuperare delle capre scappate. Presso un roveto ardente Dio si manifesta infine davanti a Mosè sotto le sembianze di un bambino che gli intima di divenire la guida del suo popolo (gli Israeliti) conducendolo verso la libertà e che egli deve tornare ad essere il generale di una volta. Mosè, sebbene inizialmente scettico, capisce di dover assolvere al suo compito e ritorna in Egitto. Prima di separarsi promette alla moglie e al figlio che ritornerà. Giunto infine in Egitto Mosè trova riparo nelle baracche degli israeliti, accolto dai suoi fratelli ai quali spiega il suo piano per innescare la rivolta. Intrufolandosi notte tempo a Palazzo, chiede a Ramses II di trattare con giustizia il popolo di Israele sostituendo lo sfruttamento con lavoro retribuito. Ramses deride Mosè e nega che tale richiesta possa mai venire esaudita. Il giorno seguente il Faraone ordina la cattura del fratellastro Mosè per poterlo giustiziare. L'esercito inizia così la ricerca di Mosè tra le abitazioni degli schiavi, uccidendo una famiglia al termine di ogni giorno finché non verrà trovato.
Nel frattempo Mosè addestra una squadra di ribelli allo scopo di sabotare l'approvvigionamento per la popolazione egizia e portare il Faraone alla resa. Tutti i suoi sforzi si dimostrano però vani. Allora Dio, con le sembianze del bambino, durante un'altra apparizione, chiede a Mosè di farsi da parte e stare a vedere fin dove arriva il suo potere. Invia quindi al popolo d'Egitto le cosiddette piaghe:
- tramutazione dell'acqua in sangue
- invasione di rane
- invasione di zanzare
- invasione di mosche
- moria del bestiame
- ulcere su animali e umani
- pioggia di grandine
- invasione di cavallette e locuste
- tenebre
- morte dei primogeniti

Per scongiurare l'ultima piaga Mosè poiché non vuole che si arrivi allo sterminio di bambini innocenti chiede a Dio di concedere a Ramses un'ultima possibilità e Dio pone un ultimatum a Ramses se il Faraone non libererà gli ebrei entro il tramonto la piaga si scatenerà. Mosè andato a palazzo tenta un'ultima volta di convincere Ramses a lasciar libero il popolo ebraico ma caparbiamente Ramses non vuole sentire ragioni seppur Mosè lo avverta cripticamente delle funeste conseguenze che avverranno dopo il tramonto e di proteggere il figlio quella notte anche se sa in cuor suo che sarà inutile. Ramses rimane scosso da questo misterioso avvertimento e tenta quella notte di proteggere il figlio dalla piaga di Dio ma vanamente e il figlio muore senza che lui possa fare nulla per salvarlo. Il Faraone, esausto e devastato dal dolore, acconsente finalmente che gli Israeliti possano allontanarsi. Il popolo di Israele, guidato da Mosè, abbandona la terra di Egitto per recarsi a Canaan, considerata la terra promessa da Dio, ma il Faraone, pentitosi della propria clemenza, si mette al loro inseguimento con tutto l'esercito. Dopo giorni di viaggio Mosè si accampa con i suoi nei pressi del Mar Rosso. Nella notte Mosè ha dei dubbi e crede di essere stato abbandonato da Dio; poi, il mattino dopo, nota che il mare si sta ritirando. Così comanda agli Israeliti di attraversarlo (dato che nel frattempo si era completamente ritirato), permettendo così al suo popolo di arrivare dall'altra parte. Subito dopo arriva Ramses con quel che era rimasto del suo esercito (parte era perito durante l'attraversamento degli stretti sentieri di montagna) e attraversa anche lui il mare in secca che, però, comincia a riempirsi nuovamente formando un muro d'acqua. Tuttavia Ramses, col mare prossimo a sommergerli, decide comunque di avanzare. L'esercito, comprendendo che il faraone è impazzito, si ritira lasciandolo proseguire da solo, cercando di tornare sulla riva. Mosè ordina ai suoi fratelli di tornare indietro, andando di fronte a Ramses. Mosè urla al fratello di fermarsi, ora che l'onda è prossima a sommergerli. Il faraone carica Mosè e in quello stesso momento la muraglia d'acqua sommerge entrambi, incluso l'esercito di Ramses che non è riuscito a raggiungere la riva. Trascinato dalle correnti, Mosè si arena sulla riva, soccorso dai fratelli. Osservando il popolo di Israele finalmente libero, Mosè dichiara di avere un ultimo compito ed è quello di portarli a Canaan. Anche Ramses miracolosamente sopravvive; arenatosi dall'altro lato del Mar Rosso, osserva spaesato i cadaveri di tutto il suo esercito, adagiati sulla spiaggia e divorati dagli avvoltoi. Dopo tre mesi di viaggio, intanto, gli Israeliti raggiungono il monte di Dio, dove Mosè scrive le Tavole della Legge.
Mosè, ormai anziano e cieco, osserva ancora una volta Dio in sembianze di bambino, che pare indicargli la fine del suo lungo viaggio.

## Produzione
Il 15 marzo 2013 Deadline riportò che Ridley Scott voleva Christian Bale come interprete principale del film; ad agosto lo stesso attore confermò che avrebbe interpretato Mosè. Lo stesso giorno Joel Edgerton si unì al cast nel ruolo di Ramses e la produzione fu fissata per settembre. Lo studio di produzione cominciò nelle città spagnole di Almería e Pechina i casting per 3000-4000 comparse e circa 1500 comparse furono reclutate a Fuerteventura. Il 27 agosto Aaron Paul entrò nel cast come Giosuè. Sigourney Weaver, Ben Kingsley e John Turturro entrarono in trattative per partecipare al film. Il 27 marzo 2014 la 20th Century Fox cambiò il titolo del film in Exodus: Gods and Kings.

### Riprese
Le riprese iniziarono nell'ottobre 2013 ad Almería e Fuerteventura in Spagna. Altre riprese si tennero ai Pinewood Studios di Londra.

## Distribuzione
Il primo trailer viene pubblicato l'8 luglio 2014, il teaser trailer italiano viene diffuso il giorno 1º agosto 2014.
Il film è stato distribuito il 12 dicembre 2014 negli Stati Uniti e dal 15 gennaio 2015 in Italia. È stato bloccato invece nelle sale di Egitto e Marocco, a causa di manipolazioni giudicate intenzionali della vicenda biblica, nonché con l'accusa di sostegno all'ideologia sionista. Il film è stato criticato anche per l'assegnazione ad attori di origine europea di ruoli di soggetti egiziani e nordafricani e per non aver tenuto conto del dato biblico e storico da cui trae ispirazione.
A tutto questo si aggiungono le obiezioni arrivate perfino da oltreoceano. Negli Stati Uniti si è contestato il fatto che gli attori di colore hanno interpretato prevalentemente i ruoli di schiavi e ladri, mentre i ruoli di Mosè e dei faraoni egiziani sono stati affidati ad attori bianchi.

## Accoglienza

### Incassi
A fronte di una budget di $ 140 milioni, il film ha incassato circa 65 milioni di dollari in Nordamerica e 203 nel resto del mondo, per un incasso totale di 268 milioni di dollari.

### Critica
Il film è stato accolto da recensioni generalmente negative da parte della critica. Il sito aggregatore di recensioni Rotten Tomatoes riporta che il 30% delle 202 recensioni professionali ha dato un giudizio positivo, con un voto medio di 4,96 su 10. Su Metacritic, il film detiene un punteggio del 52 su 100, basato su 22 recensioni.
Il film è stato anche accusato di whitewashing per il cast di attori caucasici nei ruoli di personaggi mediorientali.

## Riconoscimenti
- 2014 - International Film Music Critics Award
  - Candidatura per la miglior composizione cinematografica dell'anno a Harry Gregson-Williams per Tsunami
- 2015 - Creative Arts Award
  - Candidatura per il miglior lungometraggio live action 3D
- 2015 - Saturn Award
  - Candidatura per i miglior costumi a Janty Yates
  - Candidatura per il miglior film d'azione/avventura